# Éparchie Saint-Éphrem de Khadki des Syro-Malankars
L'éparchie Saint-Éphrem de Khadki des Syro-Malankars est une juridiction de l'église catholique syro-malankare, Église orientale en communion avec l'Église de Rome. Elle rassemble les chrétiens de rite syriaque occidental vivant en Inde du Sud en dehors du territoire propre (Kerala) (États du Maharashtra, de Goa, de l'Andhra Pradesh, du Telangana et parties des États du Tamil Nadu et du Karnataka.

## Histoire
L'exarchat apostolique Saint-Éphrem de Khadki des Syro-Malankars est créé en 2015, à Khadki, près de Pune (Maharashtra). Il est élevé au rang d'éparchie le 23 novembre 2019.

## Ordinaires

### Exarque
- 26 mars 2015-23 novembre 2019 : Thomas Mar Anthonios Valiyavilayil [1].

### Éparques
- 23 novembre 2019-7 mai 2022 : Thomas Mar Anthonios Valiyavilayil [1].
- depuis le 12 décembre 2023 : Mathews Kadavil